# Pittsburgh (1942)
Pittsburgh ist ein US-amerikanisches Liebesfilmdrama aus dem Jahre 1942 von Lewis Seiler mit Marlene Dietrich, John Wayne und Randolph Scott in den Hauptrollen.

## Handlung
Josie Winters wurde in einem amerikanischen Kohlenrevier, wo ihr mittlerweile verstorbener Vater einst eine Grube leitete, groß und aufgrund ihrer Attraktivität von allen meist „Hunky“ gerufen. Sie lässt sich mit dem halbseidenen Mort Brawley ein, der (zumeist gefälschte) Boxkämpfe arrangiert. Mort kauft ihr teure Kleider und stellt Josie eine Limousine mit Chauffeur zur Verfügung. Für das Theater im Kohlenrevier hat Brawley für einen Abend einen Boxer mit dem furchterregenden Kampfnamen Killer Kane engagiert. Jeder der gegen dieses Monstrum in den Ring steigt und wenigstens drei Minuten übersteht, erhält 100 Dollar auf die Hand, verspricht Brawley. Auch die beiden jungen Kerle Charles Markham, den alle nur „Pittsburgh“ nennen, und seinen Buddy John Evans, der zumeist „Cash“ gerufen wird, kommen an diesem Abend in die Arena, in der Hoffnung, dass wenigstens einer von ihnen die ausgelobte Summe einstreichen kann. In der ersten Reihe der Zuschauer entdeckt Pittsburgh Josie, und seine Augen können fortan nicht mehr von dieser Frau lassen. Nachdem er Cash in einen Fight gegen Killer Kane reingequatscht hat, gewinnt Cash überraschenderweise den Kampf. Dies ist der Moment, dass sich der betrügerische Brawley klammheimlich verdrücken will. Daraufhin kommt es zum allgemeinen Tumult. Alle stürmen den Boxring, und jeder prügelt auf jeden ein. Durch einen Seitenausgang können Cash und Pittsburgh dem allgemeinen Tohuwabohu entkommen.
Wieder daheim erfahren alle, dass es ein Grubenunglück gegeben hat und dabei mehrere Männer, darunter auch der alte Doc Powers, eingeschlossen wurden. Mit Hunkys Auto fahren Cash und Pittsburgh zur Mine und bemerken erst während der Fahrt, dass sich hinter die Besitzerin des Fahrzeugs heimlich dazu geschlichen hat. Da Doc Powers ein guter Freund von ihr ist, will sie mit in die Grube hinabfahren, um bei der Bergung der Männer zu helfen. Powers kann mit einem gebrochenen Bein geborgen werden, und Josie nimmt sich vor, ihn in der nächsten Zeit gesund zu pflegen. Die Jungs besuchen Doc jeden Tag, um zu sehen, wie es ihm geht und natürlich auch, um die Anwesenheit Hunkys zu genießen und um sie zu balzen. Josie hat keine Lust mehr auf diese Welt des Rußes und des Schmutzes und macht beiden klar, dass sie sich in Zukunft von allem fernhalten werde, was mit Minen und Kohle zu tun hat.
Cash und Pittsburgh finden sich fortan in einem ständigen Wettbewerb: Jeder will Josie für sich erobern, und daher bemüht sich Pittsburgh wie auch Cash darum, mit einem eigenen Geschäft erfolgreich und vermögend zu werden. Josie bringt die beiden Kerle mit dem Stahlmagnaten Morgan Prentiss zusammen, der ihnen beiden die Chance ihres Lebens gibt. Die für Material und Ausrüstung benötigten 250.000 Dollar können die beiden Habenichtse nicht zusammenbringen, doch Pittsburgh fälscht kurzerhand Morgans Unterschrift unter dem Vertrag, um so an den Bankkredit zu kommen, der die Voraussetzung für den Vertrag ist. Der nachfolgende Erfolg steigt vor allem Pittsburgh zu Kopf. Er vergisst seine Bergarbeiterkumpels und angelt sich stattdessen Shannon Prentiss, die Tochter seines Vertragspartners und früheren Bosses. Josie ist ebenso niedergeschlagen wie enttäuscht, hatte sie doch Interesse an Pittsburgh besessen. Stattdessen macht nun Cash ihr einen Heiratsantrag. Pittsburgh will den geschäftlichen Erfolg als Shannons Ehemann ausbauen, zugleich aber nicht vollends auf Josie verzichten. Als er bei ihr auftaucht, und sagt, er wäre stets der Ihre, wirft Josie ihn kurzerhand heraus. Für so ein „Arrangement“ ist sie sich zu schade.
Der Erfolg steigt Pittsburgh immer mehr zu Kopfe und übernimmt sowohl Prentiss Steel als auch die Wilson-Mine. Unter ihm kommt es zur Verschmelzung von Kohleförderung und Stahlwirtschaft. Charles „Pittsburgh“ Markham ist nun ganz oben, doch er wird immer rücksichtsloser. Seine Herkunft hat er abgestreift, und seine Arbeiter behandelt er schlecht. Als er noch immer nicht von Josie lassen kann und dies auch seiner Gattin Shannon klar wird, verlangt sie, tief verletzt, die Scheidung. Als er nun auch noch die Unterstützung von Doc Powers‘ kleinem Forschungslabor aufkündigt, hat er mit seinem Partner Cash seinen letzten Freund verloren. Wütend lässt sich Cash von Pittsburgh auszahlen. Infolge einer Aussprache mit anschließendem heftigem Faustkampf der beiden Kontrahenten wird Josie schwer verletzt und muss ins Krankenhaus eingeliefert werden. Cash sagt Pittsburgh, dass dieser zu nichts tauge und keiner seiner einstigen Freunde ihn wieder sehen wolle. Pittsburgh kehrt nach Hause zurück um wenigstens mit Shannon wieder Frieden zu schließen. Doch auch sie weist ihn zurück. Morgan Prentiss, der für die seelische Grausamkeit Pittsburghs gegenüber seiner Tochter Shannon Rache geschworen hat, beginnt nun seinen Schwiegersohn geschäftlich und finanziell zu ruinieren. Für eine lange Zeit verschwindet Pittsburgh anschließend von der Bildfläche. Im Dezember 1941 treten die Vereinigten Staaten in den Zweiten Weltkrieg ein. Cashs Firma produziert ab sofort Kriegsmaterial für die Landesverteidigung, und Josie, Doc und Joe Malneck, der Präsident der Minenarbeitergewerkschaft, arbeiten zusammen, um die USA für die zukünftigen Auseinandersetzungen fit zu machen.
„Pittsburgh“ Markham hat in der Zwischenzeit eine Katharsis durchlaufen und ist zu seinen Wurzeln zurückgekehrt. Er hat alles verloren und arbeitet nunmehr unter dem Namen Charles Ellis als einfacher Minenarbeiter in der Firma von Cash. Der ist mit seinem derzeitigen Produktionsleiter unzufrieden und feuert diesen, als ihm Malneck sagt, dass es in der Fabrik einen besonders tüchtigen neuen Mann namens Ellis gäbe, der wie geschaffen für diesen Posten sei. Kaum begegnen sich die einstigen Kampfhähne wieder, kommt es sofort wieder zu neuen Streitigkeiten. Doch nun geht Josie dazwischen und wäscht beiden ordentlich den Kopf. In diesen Zeiten, so sagt sie, müssten alle Amerikaner zusammenhalten, um das Land zu schützen und wehrhaft zu machen. Fortan arbeiten Kapital und Arbeiterschaft Hand in Hand, um ein „Arsenal der Demokratie“ aufzubauen.

## Produktionsnotizen
Die Dreharbeiten zu Pittsburgh begannen am 26. August 1942 und wurden Ende Oktober desselben Jahres abgeschlossen. Der Film wurde am 11. Dezember 1942 uraufgeführt. In Österreich kam der Film am 22. September 1950 in die Kinos. In Deutschland lief der Film nicht in den Kinos. Die Fernsehpremiere in Deutschland war am 1. Oktober 1986 auf West 3. Hier lief Pittsburgh als Original mit Untertiteln.
Nebendarsteller Paul Fix übernahm die Dialogregie. George Owen und Tom Reed entwickelten die Storyvorlage, Winston Miller war ungenannt am Drehbuch beteiligt. John B. Goodman schuf die Filmbauten, Russell A. Gausman war Ausstatter. Charles Previn übernahm die musikalische Leitung. John P. Fulton gestaltete die kameratechnischen Spezialeffekte.
Für die drei Hauptdarsteller bedeutete Pittsburgh ein Wiedersehen nach nur wenigen Wochen. Zu Beginn des Jahres 1942 hatten Dietrich, Wayne und Scott bereits in der Westernkomödie Die Freibeuterin gemeinsam vor der Kamera gestanden. Beide Filme wurden jeweils von Charles K. Feldman produziert.

## Kritiken
In Variety war zu lesen: „"Pittsburgh" bringt mal wieder das Leinwand-Dreieck Marlene Dietrich, Randolph Scott und John Wayne in einem melodramatischen Umfeld zusammen, wobei Scott dieses Mal anstelle von Wayne das Mädchen bekommt. Rund um den Kohlebergbau von Pittsburgh kombiniert der Film lustvolle Melodramatik, Romantik und einen Hauch von Patriotismus für Kriegsarbeiter (…) Wayne porträtiert effektiv das aggressive Mitglied des Teams, das sich die Feindschaft seiner Freunde und Mitarbeiter bei seinem Aufstieg zum Erfolg zuzieht. (…) Scott zeigt eine ebenso starke Performance. Miss Dietrich kann sich behaupten als überzeugender und romantischer Teil dieses Dreiecks. (…) Es gibt ein paar holprige Stellen, aber die Drehbuchautoren Kenneth Gamet und Tom Reed haben einen arbeiterähnlichen Job angenommen, und Regisseur Lewis Seiler bietet zufrieden stellendes Tempo, um die Dinge voranzubringen.“
Theodore Strauss schrieb in der New York Times: „Nachdem John Wayne und Randolph Scott die herzhafte Keilerei in “The Spoilers” überstanden haben, geraten sie wiederum frisch, fromm, fröhlich aneinander, um der guten Sache und um der Frau willen – wiederum Marlene Dietrich, na klar. Zwei Kumpels, die sich nach oben durchboxen, sich wegen edler Grundsätze überwerfen und schließlich in der Not des Krieges, aus Vaterlandsliebe und veranlasst durch Marlene Dietrich, die ihnen Einigkeit predigt, wieder zusammenfinden. Das ist die Handlung, die abermals einen bewegten und gänzlich synthetischen Film abgegeben hat. (…) “Pittsburgh” beweist (…), dass mit einer neuen Karosse auch ein altes Modell noch läuft. Die drei Stars sind wie üblich in Form … und so hat “Pittsburgh” alle Aussicht, an der Kasse mittelprächtig abzuschneiden. Es ist aber im besten Fall Unterhaltung wie gehabt.“
Der Movie & Video Guide meinte kurz und knapp, die Geschichte sei „nur langsam vorankommend.“
Halliwell‘s Film Guide charakterisierte den Film wie folgt: „Routiniertes Melodram, das final hyperpatriotisch daherkommt und keinem der Stars zu irgendetwas Gelegenheit gibt.“
Im Lexikon des Internationalen Films war zu lesen: „Ein Melodram vor dem Hintergrund des amerikanischen Kriegseintritts in den Zweiten Weltkrieg, das dokumentarische Aufnahmen einbezieht; in der Inszenierung der dramatischen Ereignisse konventionell, lebt der sehr künstliche Film von der Ausstrahlung und der Präsenz der drei Hauptdarsteller.“